# Trochanter
De trochanter of dijbeenring is bij geleedpotigen een onderdeel van de poot. De trochanter is een van de minder geprononceerde delen en is gelegen tussen de coxa (heup) en het femur (dij). Op de afbeelding is de trochanter aangegeven met 2. 